# Stopnie w zakresie sztuki w Polsce
Stopnie w zakresie sztuki w Polsce są uregulowane w ustawie z 14 marca 2003 o stopniach naukowych i tytule naukowym oraz o stopniach i tytule w zakresie sztuki.
Ustawa przewiduje następujące stopnie w zakresie sztuki:
- stopień doktora określonej dziedziny sztuki w zakresie danej dyscypliny artystycznej zwany też stopniem doktora sztuki,
- stopień doktora habilitowanego określonej dziedziny sztuki w zakresie danej dyscypliny artystycznej zwany też stopniem doktora habilitowanego sztuki[2].

Stopnie w zakresie sztuki należy odróżnić od stopni naukowych.
Stopnie w zakresie sztuki nadawane są w jednostkach organizacyjnych, którym takie uprawnienie przyznała Centralna Komisja do Spraw Stopni i Tytułów. 
Stopień doktora w zakresie sztuki i stopień naukowy doktora habilitowanego w zakresie sztuki jest nadawany w drodze postępowania wszczętego na wniosek osoby ubiegającej się o nadanie danego stopnia.
Stopnie w zakresie sztuki wprowadziła ustawa z 2003 w miejsce stopni naukowych w zakresie sztuki i dyscyplin artystycznych oraz przewodów kwalifikacyjnych I i II stopnia (przewody te prowadziły do uzyskania uprawnień równoważnych stopniom naukowym doktora i doktora habilitowanego).